# Новые приключения Человека-паука
«Новые приключения Человека-паука» или «Грандиозный Человек-паук» (англ. The Spectacular Spider-Man) — американский анимационный сериал об одноимённом персонаже издательства Marvel Comics. Вышел на экраны 8 марта 2008 года. За основу взяты серии комиксов о Человеке-пауке, предшествующие мультсериалы, а также трилогия кинофильмов Сэма Рэйми. В США мультсериал транслировался на телеканалах «The CW» и «Disney XD». В России мультсериал показывал канал «СТС».

## История создания
Впервые о сериале «The Spectacular Spider-Man» стало известно на фестивале «Comic-Con» в 2007 году. Сценаристом был назначен Грег Вайсман создатель мультсериала «Гаргульи», а режиссёром стал Виктор Кук. За основную идею были взяты старые комиксы Стэна Ли и Стива Дитко «The Amazing Spider-Man» («Удивительный Человек-паук») и «The Spectacular Spider-Man», выпускающиеся издательством «Marvel Comics», а также новая серия комиксов «Ultimate Spider-Man». Первый и второй сезон производились совместно с телеканалами «The CW Television Network» и «Kids WB», потом права на показ сериала были переданы каналу «Disney XD». Таким образом, третий сезон должен был производиться совместно с «The Walt Disney Company», но спустя некоторое время работа над сериалом была приостановлена. Эрик Роллман, президент «Marvel Animation», заявил, что вопрос о будущем сериала ещё не обсуждался. Предполагалось, что третий сезон выйдет в 2010 году, ведь, по данным «Disney XD», мультипликационный сериал «The Spectacular Spider-Man» стал самым рейтинговым мультфильмом за всё время существования канала. 23 ноября стало известно об уходе Стэна Ли, Стива Дитко и других создателей сериала. В конце концов «Columbia Pictures» решила перезапустить мультфильм с новыми лицами. Премьерный показ нового сериала «Ultimate Spider-Man», основанного на одноимённой серии комиксов, состоялся 1 апреля 2012 года на американском телеканале «Disney XD».

## Сюжет
Этот сериал — абсолютно новый взгляд на вселенную Человека-паука. Сценаристы поместили сериал хронологически в самое начало жизненного пути Питера Паркера. Наш герой только обычный подросток 16-ти лет, для которого начался очередной учебный год в старшей школе. Он уже стал Человеком-пауком, с чем ещё не научился жить. Используя свои суперспособности, Питер защищает город от волны преступности, тем самым нередко ставя под угрозу взаимоотношения с друзьями и близкими ему людьми, так как никто не знает о его двойной жизни.
Несмотря на обычный фрагментарный формат сериала, в каждой серии всегда ведётся несколько сюжетных линий; и герои, и злодеи сначала всегда показываются, как обычные люди, характеры прописаны чётко, наличествует их развитие. Многим подобный подход к сюжету может показаться слишком детским и несерьёзным, но это только первое впечатление. Одна сюжетная линия поделена на несколько отдельных арок, логически связанных с друг другом, где каждый персонаж обязательно сыграет со временем свою роль.

## Список серий
| Сезон | Серии | Серии | Даты показа  | Даты показа     | Даты показа |
| Сезон | Серии | Серии | Первая серия | Последняя серия | Канал       |
| ----- | ----- | ----- | ------------ | --------------- | ----------- |
| 1     | 13    | 13    | 8 марта 2008 | 14 июня 2008    | The CW      |
| 2     | 13    | 13    | 22 июня 2009 | 18 ноября 2009  | Disney XD   |

## Персонажи

Слева направо: Мэри Джейн, Гвен Стейси, Гарри Озборн, Человек-паук, Питер Паркер, Джей Джона Джеймсон, доктор Курт Коннорс и Эдди Брок

- Питер Паркер / Человек-паук — главный герой, обычный подросток, но после укуса генетически-изменённого паука обрёл сверхспособности. После смерти своего дяди Бена Паркера, в смерти которого он винит себя, помня его слова: «Чем больше сила, тем больше ответственность», борется с преступностью в городе.

1 июня 2023 года эта версия Человека-паука появилась в мультфильме-кроссовере «Человек-паук: Паутина вселенных».
- Гвен Стейси — дочь капитана Джорджа Стейси, одноклассница и лучший друг Питера, тайно влюблённая в него.
- Гарри Озборн — лучший друг Питера, сын богатого бизнесмена Нормана Озборна. Он постоянно живёт в тени отца, который уделяет ему мало внимания. Гарри встречается с Гвен, хотя знает о её чувствах к Питеру. Из-за того, что Норман не слишком много уделял ему времени он тайно употреблял «Зелёный Глобулин» — препарат, который превратил его отца — Нормана Озборна в Зелёного Гоблина.
- Юджин «Флэш» Томпсон — капитан школьной футбольной команды. Он ярый фанат Человека-паука, хотя над Питером он часто издевается.
- Мэри Джейн Уотсон — племянница подруги тёти Мэй, Анны Уотсон. Она ходила с Питером на осенний бал, а позже перешла в эту же школу, в которой учится и сам Паркер.
- Лиз Аллан — девушка из группы поддержки, бывшая девушка Флэша. Во время репетиторства Питера с ней, влюбляется в него и начинает встречаться с ним.
- Тётя Мэй — тётя Питера, которая воспитала его. После смерти её мужа Бена Паркера, она стала фактически единственным родственником Питера. Они очень близки, и Питер всегда старается помочь ей.
- Джей Джона Джеймсон — вспыльчивый владелец газеты «Daily Bugle», где работает Питер. Постоянно критикует Человека-паука и старается выставить его злодеем.
- Джордж Стейси — капитан полиции, отец Гвен. Он довольно добродушен и верит в то, что Человек-паук помогает полиции.
- Фелиция Харди / Чёрная кошка — воровка, однако влюбляется в Человека-паука и помогает ему время от времени.
- Курт Коннорс — доктор, учёный-биолог, который работал над сывороткой регенерации, основанной на генах ящерицы, чтобы восстановить ампутированную руку. Впоследствии превратился в монстра — Ящера.

### Злодеи

Зловещая шестёрка в мультсериале

- Норман Озборн / Зелёный Гоблин — отец Гарри и глава OsCorp. По характеру довольно жесток, никогда не извиняется. Сотрудничал с Бигмэном и другими злодеями, замешан во многих преступлениях в Нью-Йорке в его злодейском амплуа Зелёный Гоблин.
- Отто Октавиус / Доктор Осьминог — бывший сотрудник компании OsCorp, трусливый и робкий учёный. Стоит за созданием Песочного человека и Носорога. После инцидента в лаборатории Оскорп в его тело намертво вживились четыре механических щупальца. Инцидент также сильно повлиял на психическое состояние Дока. Лидер Зловещей Шестёрки. Позже действовал под личиной Мастера Планирования.
- «Громилы» — небольшая, но хорошо известная в Нью-Йорке банда. Она специализируется на выполнении грязной работы для криминальных боссов. Как и в любой преступной группировке, у Громил есть свои «бойцы»: Монтана, Красавчик Дэн и Бык Фэнси.
- Эдди Брок / Веном — друг детства Питера. Раньше он работал в лаборатории доктора Коннорса и часто помогал Питеру и Гвен. Держит злобу на Питера, считая его эгоистичным фотографом, который не побрезгует ни чем, ради удачного кадра, также как и на паука, который пытается избавиться от симбионта — единственной надежды лаборатории Коннорса, на финансирование. Обнаруживая, что симбионт жив, соединяется с ним, тот передаёт всю память Питера ему, и теперь Брок использует новую силу и новые знания, чтобы жестоко отомстить Паркеру.
- Эдриан Тумс / Стервятник — в прошлом был инженером, который создавал оружие для «OsCorp», но когда Норман Озборн уволил его, считая некомпетентным, присвоив его разработки себе, решает ему жестоко отомстить и работает с Громилами. Используя свои наработки, создаёт для себя специальное приспособление, позволяющее ему летать и наделяющее особой защитой.
- Максвелл Диллон / Электро — раньше вместе с Паркером и Броком работал в лаборатории доктора Коннорса, но в результате несчастного случая приобрёл электрическую форму, и способность управлять электроэнергией, вероятно, что после происшествия, страдает психическим расстройством.
- Монтана / Шокер — наёмник, ранее входил в состав Громил, а после стал супер-злодеем Шокером. Благодаря своим перчаткам может пускать сильные энергетические волны.
- Флинт Марко / Песочный человек — старый друг и напарник Носорога. Целиком сделан из песка.
- Рино — старый друг Песочного Человека. Обладает огромной силой, а его костюм очень прочен. Настоящее имя — Александр О’Хирн.
- Хамелеон — злодей со способностью изменять свою внешность.
- Мистерио — мастер спец-эффектов и трюков, которые он использует для совершения преступлений.
- Крэйвен-охотник — охотник и укротитель зверей. В газете увидел Человека-паука и отправился в Нью-Йорк охотится на него. Позднее, желая усовершенствовать свой организм для борьбы с пауком, он ввёл себе в кровь генетическую сыворотку, из-за которой он мутировал в кошачье-подобное существо. По его словам, в сыворотку входили ДНК льва и гепарда.
- Линкольн Томпсон / Могильщик — Большой босс, отец нью-йоркской мафии.
- Кувалда — один из подручных Большого босса. Имеет титановую пластину во лбу, которой часто пользуется в сражениях, атакуя подобно Носорогу.
- Марк Аллан / Расплавленный человек — брат Лиз Аллан. Будучи игроманом, желая покрыть свой карточный долг, участвует в секретном эксперименте, в результате которого получает раскалённую кожу.
- Сильвио Манфреди / Сильвермейн — пожилой мафиози в броне. Управлял мафией до того как сел в тюрьму, на его место пришёл Томбстоун. Теперь намерен вернуть свою криминальную империю.
- Серебряный Соболь — дочь Сильвермейна.

## По всему миру
| Страна / Регион | Сеть(и)          | Первый показ                     | Название                         |
| --------------- | ---------------- | -------------------------------- | -------------------------------- |
| Россия          | СТС              | 2009                             | Новые приключения Человека-паука |
| Украина         | Новый канал      | 2009                             | Нові пригоди Людини-павука       |
| США             | Disney XD        | 2009                             | The Spectacular Spider-Man       |
| США             | The CW           | 2008—2009                        | The Spectacular Spider-Man       |
| Канада          | Teletoon         | 2009                             | The Spectacular Spider-Man       |
| Германия        | Cartoon Network  | 2009                             | Spectacular Spider-Man           |
| Казахстан       | Балапан 31 канал | 2010—2012 2013                   | The Spectacular Spider-Man       |
| Великобритания  | Nicktoons        | 2008                             | The Spectacular Spider-Man       |
| Австралия       | Nickelodeon      | 2009                             | The Spectacular Spider-Man       |
| Индия           | Cartoon Network  | 2009                             | The Spectacular Spider-Man       |
| Болгария        | NOVA Television  | 2008                             | Невероятният Спайдър-Мен         |
| Сингапур        | MediaCorp okto   | 2008                             | The Spectacular Spider-Man       |
| США             | Disney+          | октябрь 2022 - декабрь 2023 года |                                  |

## Продукция
- Музыку к заглавной песне для мультипликационного сериала написала и исполнила популярная американская рок-группа «The Tender Box». В русском же дубляже саундтрек заменили на инструментальную версию песни[7].
- В Америке выпускается серия игрушек «The Spectacular Spider-Man» с 2008 года компанией «Хасбро» (анг. Hasbro, Inc.). В России эти игрушки выпускают с 2009 года под названием «Знаменитый Человек-паук». Также в США производят игрушки для «Happy Meal» в «McDonald’s»[8].
- В Америке выпускается не только игрушки, но и DVD. Первый сезон выпущен на DVD в четырёх частях и двухдисковым комплектом. Первая часть второго сезона была выпущена на DVD 17 ноября 2009 года. Вторая и третья часть второго сезона вышли на DVD 16 февраля 2010 года[9].

## Озвучивание

### Главные роли
- Джошуа Китон — Питер Паркер / Человек-паук
- Лейси Шабер — Гвен Стейси
- Джеймс Арнольд Тэйлор — Гарри Озборн, Фредерик Фосвелл
- Аланна Юбак — Лиз Аллан
- Джошуа ЛеБар — Флеш Томпсон
- Ванесса Маршалл — Мэри Джейн Уотсон, Рози Томпсон
- Дебора Странг — Мэй Паркер
- Даран Норрис — Джей Джона Джеймсон, Джон Джеймсон / Полковник Юпитер
- Клэнси Браун — капитан Джордж Стейси, Алекс О’Хирн / Носорог
- Алан Рачинс — Норман Озборн
- Грей ДеЛизл — Салли Эврил, Бетти Брант, Стефани Бриггс, Голос Оскорпа
- Фил ЛаМарр — Рэнди Робертсон, Робби Робертсон, Красавчик Дэн / Рикошет
- Эндрю Кишино — Кенни Конг, Нед Ли
- Бен Дискин — Эдди Брок / Веном
- Питер Макникол — Отто Октавиус / Доктор Осьминог
- Кевин Майкл Ричардсон — Л. Томпсон Линкольн / Томбстоун, Директор Дэвис, Тренер Смит
- Джон ДиМаджио — Молотоглав, Флинт Марко / Песочный Человек
- Стивен Блум — Зелёный Гоблин, Хамелеон, Дилберт Трилби, Блэки Гэстон, Сеймур О'Рейли, Начальник тюрьмы Уорен

### Второстепенные роли
- Том Адкокс-Эрнандес — Финес Мэйсон / Тинкерер
- Ирен Бедард — офицер Джин Девулфф
- Джефф Беннетт — Монтана / Шокер, Джон Девера, Бернард
- Ксандер Беркли — Квентин Бек / Мистерио
- Ди Брэдли Бейкер — Курт Коннорс / Ящер
- Грег Вайсман — Дональд Менкен
- Брайан Джордж — Майлз Уоррен, Аарон Уоррен
- Роберт Инглунд — Адриан Тумс / Стервятник
- Кри Саммер — Глори Грант
- Эрик Лопес — Марк Аллан / Расплавленный человек
- Кэт Сьюси — Марта Коннорс, Анна Уотсон
- Томас Фрэнсис Уилсон — сержант Стэн Картер
- Криспин Фриман — Макс Диллон / Электро
- Тришиа Хелфер — Фелиция Харди / Чёрная Кошка
- Келли Ху — Ша Шань Нгуен
- Дориан Хэрвуд — Доктор Бромвелл

### Гостевые роли
- Эдвард Аснер — Бен Паркер
- Анджела Брайант — Калипсо
- Макс Буркхолдер — Билли Коннорс
- Эрик Весбит — Сергей Кравинов / Крэйвен-охотник
- Кортни Б. Вэнс — Родерик Кингсли
- Элиза Габриелли — Доктор Эшли Кафка
- Чарльз Дакворт — Хобби Браун
- Джим Каммингс — Громила Хоган
- Никки Кокс — Соболь Манфреди / Серебряный Соболь
- Роберт Костанцо — Салливан Эдвардс
- Клайд Кусацу — Тед Тваки
- Стэн Ли — Строитель Стэн
- Джейн Линч — Джоан Джеймсон
- Джеймс Ремар — Уолтер Харди / Кот
- Дэнни Трехо — Окс
- Би Джей Уорд — Мэр Вотерс
- Билл Фагербакки — Моррис Бенч
- Мигель Феррер — Сильвио Манфреди / Сильвермейн